# Ischaemum quilonense
Ischaemum quilonense là một loài thực vật có hoa trong họ Hòa thảo. Loài này được Ravi & Shaju mô tả khoa học đầu tiên năm 1998.